# Tortezais
Tortezais est une commune française, située dans le département de l'Allier en région Auvergne-Rhône-Alpes.

## Géographie
- 1Carte dynamique
- 2Carte OpenStreetMap
- 3Carte topographique
- 4Carte avec les communes environnantes

La commune est traversée par l'Aumance. Le nord-est et l'est de son territoire sont couverts par une partie de la forêt domaniale de Dreuille.
Situé à un carrefour de routes, le bourg n'est constitué que de quelques maisons autour de l'église.

### Climat
Pour des articles plus généraux, voir Climat d'Auvergne-Rhône-Alpes et Climat de l'Allier.
En 2010, le climat de la commune est de type climat océanique dégradé des plaines du Centre et du Nord, selon une étude du CNRS s'appuyant sur une série de données couvrant la période 1971-2000. En 2020, Météo-France publie une typologie des climats de la France métropolitaine dans laquelle la commune est dans une zone de transition entre le climat océanique altéré et le climat de montagne ou de marges de montagne et est dans la région climatique Ouest et nord-ouest du Massif Central, caractérisée par une pluviométrie annuelle de 900 à 1 500 mm, maximale en automne et en hiver.
Pour la période 1971-2000, la température annuelle moyenne est de 11,2 °C, avec une amplitude thermique annuelle de 15,9 °C. Le cumul annuel moyen de précipitations est de 805 mm, avec 11,9 jours de précipitations en janvier et 7,5 jours en juillet. Pour la période 1991-2020, la température moyenne annuelle observée sur la station météorologique installée sur la commune est de 11,6 °C et le cumul annuel moyen de précipitations est de 757,2 mm,. Pour l'avenir, les paramètres climatiques de la commune estimés pour 2050 selon différents scénarios d'émission de gaz à effet de serre sont consultables sur un site dédié publié par Météo-France en novembre 2022.
| Mois                                  | jan.           | fév.           | mars           | avril         | mai             | juin          | jui.           | août           | sep.          | oct.            | nov.             | déc.           | année      |
| ------------------------------------- | -------------- | -------------- | -------------- | ------------- | --------------- | ------------- | -------------- | -------------- | ------------- | --------------- | ---------------- | -------------- | ---------- |
| Température minimale moyenne (°C)     | 0,6            | 0,3            | 2,1            | 4,3           | 8,1             | 11,6          | 13,3           | 13             | 9,4           | 7,2             | 3,4              | 1,1            | 6,2        |
| Température moyenne (°C)              | 4,2            | 4,8            | 7,6            | 10,3          | 14,1            | 17,8          | 20             | 19,9           | 15,9          | 12,4            | 7,6              | 4,8            | 11,6       |
| Température maximale moyenne (°C)     | 7,8            | 9,2            | 13,2           | 16,3          | 20,1            | 24,1          | 26,7           | 26,8           | 22,4          | 17,5            | 11,9             | 8,5            | 17         |
| Record de froid (°C) date du record   | −15,5 26.01.07 | −14,7 12.02.12 | −13,1 01.03.05 | −6,3 14.04.19 | −2,2 18.05.1991 | 2,2 04.06.01  | 4,6 07.07.1993 | 1,8 29.08.1998 | −0,9 25.09.02 | −9,8 29.10.1997 | −10,9 24.11.1998 | −15,6 26.12.10 | −15,6 2010 |
| Record de chaleur (°C) date du record | 21,7 01.01.22  | 23,3 24.02.21  | 25,5 31.03.21  | 29,1 30.04.05 | 32,3 28.05.17   | 40,5 29.06.19 | 41,6 24.07.19  | 40,7 06.08.03  | 36,7 14.09.20 | 33,8 02.10.23   | 27,7 08.11.15    | 20,1 19.12.15  | 41,6 2019  |
| Précipitations (mm)                   | 55,4           | 44,1           | 50,4           | 66,9          | 78,1            | 66,3          | 62,7           | 66,4           | 69,2          | 67,4            | 72,7             | 57,6           | 757,2      |

## Urbanisme

### Typologie
Au 1er janvier 2024, Tortezais est catégorisée commune rurale à habitat très dispersé, selon la nouvelle grille communale de densité à 7 niveaux définie par l'Insee en 2022.
Elle est située hors unité urbaine et hors attraction des villes,.

### Occupation des sols

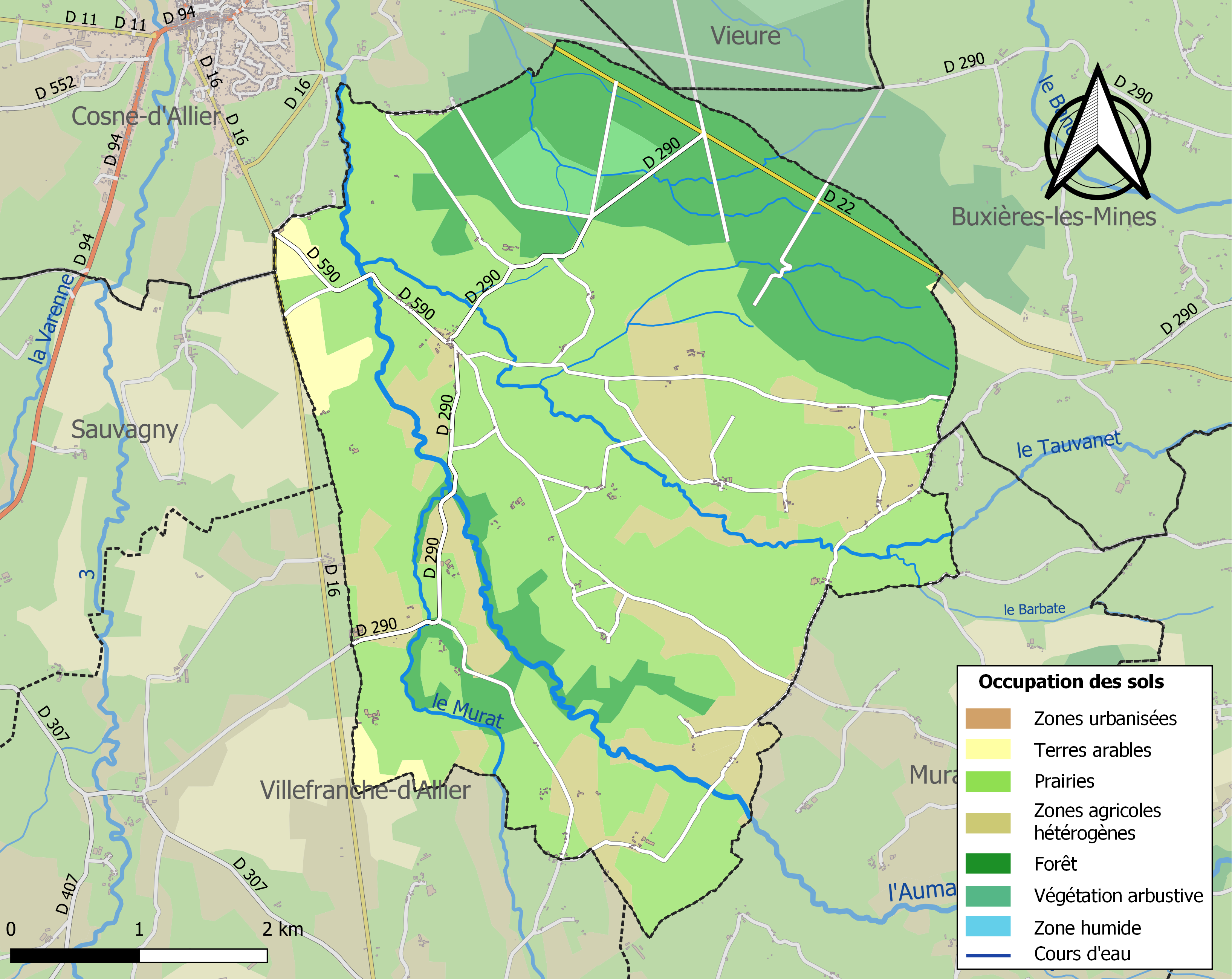
Carte des infrastructures et de l'occupation des sols de la commune en 2018 (CLC).

L'occupation des sols de la commune, telle qu'elle ressort de la base de données européenne d’occupation biophysique des sols Corine Land Cover (CLC), est marquée par l'importance des territoires agricoles (74,5 % en 2018), en diminution par rapport à 1990 (75,7 %). La répartition détaillée en 2018 est la suivante : prairies (55,8 %), forêts (23,3 %), zones agricoles hétérogènes (16,5 %), terres arables (2,2 %), milieux à végétation arbustive et/ou herbacée (2,1 %).
L'IGN met par ailleurs à disposition un outil en ligne permettant de comparer l’évolution dans le temps de l’occupation des sols de la commune (ou de territoires à des échelles différentes). Plusieurs époques sont accessibles sous forme de cartes ou photos aériennes : la carte de Cassini (XVIIIe siècle), la carte d'état-major (1820-1866) et la période actuelle (1950 à aujourd'hui).

## Politique et administration
La commune possède la particularité d'héberger le conseil municipal et le secrétariat de mairie de la commune voisine de Sauvagny, qui est dépourvue de mairie.[réf. nécessaire]
| Période                                  | Période          | Identité               | Étiquette | Qualité                                                                      |
| ---------------------------------------- | ---------------- | ---------------------- | --------- | ---------------------------------------------------------------------------- |
| Les données manquantes sont à compléter. |                  |                        |           |                                                                              |
| -                                        | 1792             | Curé Rolland           |           |                                                                              |
| 1793                                     | 1803             | Charlat                |           |                                                                              |
| 1803                                     | 1832             | Étienne Joudiou        |           |                                                                              |
| 1832                                     | 1848             | Jean-Jacques Daubertès |           |                                                                              |
| 1858                                     | 1866             | Goutebessy             |           |                                                                              |
| 1866                                     | 1869             | Muret                  |           |                                                                              |
| 1869                                     | 1892             | Guillaumin             |           |                                                                              |
| 1892                                     | 1919             | Louis Andrivon         |           |                                                                              |
| 1919                                     | 1925             | Gilbert Burlaud        |           |                                                                              |
| 1925                                     | 1944             | Téophile Guillaumin    |           |                                                                              |
| 1944                                     | 1948             | Charles Gilbert        |           |                                                                              |
| 1948                                     | 1977             | Jean Laceux            |           |                                                                              |
| 1977                                     | 2001             | Maurice Chardonnet     |           |                                                                              |
| 2001                                     | 2008             | Emmanuel Bezert        |           |                                                                              |
| 2008                                     | 2022 (démission) | Jean-Jacques Perret    |           | Retraité de l'enseignement Réélu en 2014 et en 2020. Démissionnaire en 2022. |
| 2022                                     | En cours         | Olivier Gilbert        |           | Apiculteur                                                                   |

## Population et société

### Démographie
Les habitants de la commune sont appelés les Torteziens et les Torteziennes.
L'évolution du nombre d'habitants est connue à travers les recensements de la population effectués dans la commune depuis 1793. Pour les communes de moins de 10 000 habitants, une enquête de recensement portant sur toute la population est réalisée tous les cinq ans, les populations de référence des années intermédiaires étant quant à elles estimées par interpolation ou extrapolation. Pour la commune, le premier recensement exhaustif entrant dans le cadre du nouveau dispositif a été réalisé en 2005.

En 2022, la commune comptait 175 habitants, en stagnation par rapport à 2016 (Allier : −1,38 %, France hors Mayotte : +2,11 %).
| 1793 | 1800 | 1806 | 1821 | 1831 | 1836 | 1841 | 1846 | 1851 |
| ---- | ---- | ---- | ---- | ---- | ---- | ---- | ---- | ---- |
| 481  | 400  | 453  | 469  | 499  | 504  | 507  | 489  | 484  |

| 1856 | 1861 | 1866 | 1872 | 1876 | 1881 | 1886 | 1891 | 1896 |
| ---- | ---- | ---- | ---- | ---- | ---- | ---- | ---- | ---- |
| 447  | 494  | 456  | 469  | 563  | 540  | 535  | 537  | 518  |

| 1901 | 1906 | 1911 | 1921 | 1926 | 1931 | 1936 | 1946 | 1954 |
| ---- | ---- | ---- | ---- | ---- | ---- | ---- | ---- | ---- |
| 508  | 465  | 447  | 377  | 357  | 357  | 352  | 292  | 273  |

| 1962 | 1968 | 1975 | 1982 | 1990 | 1999 | 2005 | 2006 | 2010 |
| ---- | ---- | ---- | ---- | ---- | ---- | ---- | ---- | ---- |
| 270  | 240  | 191  | 202  | 149  | 147  | 169  | 169  | 177  |

| 2015 | 2020 | 2022 | - | - | - | - | - | - |
| ---- | ---- | ---- | - | - | - | - | - | - |
| 177  | 180  | 175  | - | - | - | - | - | - |

## Culture locale et patrimoine

### Lieux et monuments
- Église Saint-Romain du XIIe siècle. Le cimetière est resté au pied de l'église.
- Château de la Brosse-Raquin de la fin du XVe siècle. Il se présente sous la forme d'un logis rectangulaire flanqué sur l'un des grands côtés de deux tours rondes aux angles et sur le côté opposé d'une tourelle polygonale d'escalier[18] (non visitable).
- Château de la Salle (non visitable).
- Lieu-dit Charme : stèle de deux maquisards fusillés le 14 juillet 1944, Marcel Filleton et Francis Jeminet.
- Menhir christianisé au Petit Bournet.
- Forêt domaniale de Dreuille.

### Personnalités liées à la commune
- René Courdille (ingénieur des Arts et Métiers de Cluny), qui a écrit un livre, Destin singulier, du métayage bourbonnais à la sidérurgie mondiale (Charroux, Éditions des Cahiers bourbonnais, 1990  (ISBN 2-85370-114-X). Prix Bourbonnais 1991), récit autobiographique relatant la réussite d'un enfant de métayers de Tortezais dans les années 1900.

### Héraldique
| Blason de Tortezais | Blason  | Tiercé en pairle renversé : au 1er de sinople à un cheval passant d'argent, au 2e d'argent à une branche de chêne de sinople, au 3e d'azur à un pont isolé d'une arche d'argent, maçonné de sable. |
| Blason de Tortezais | Détails | Le cheval est pour sa présence sur la commune, autrefois pour les travaux des champs et aujourd'hui pour les loisirs. La branche de chêne rappelle qu'une partie du territoire de la commune est occupée par la forêt de Dreuille. Enfin, le pont est pour les deux rivières qui arrosent la commune. Le statut officiel du blason reste à déterminer. |